# Дан Ларссон
Дан Ларссон (швед. Dan Larsson, 14 серпня 1958) — шведський плавець.
Учасник Олімпійських Ігор 1976 року.
Призер Чемпіонату світу з водних видів спорту 1978 року.